# Monica Semedo
Monica Semedo (nascida em 15 de junho de 1984) é uma apresentadora de TV e política luxemburguesa que foi eleita deputada ao Parlamento Europeu em 2019.

## Carreira política
No parlamento, Semedo tem exercido as funções de membro titular da Comissão do Emprego e dos Assuntos Sociais e membro suplente da Comissão dos Assuntos Económicos e Monetários. Em 2020, ela também juntou-se à Comissão das Petições e à Comissão da Cultura e da Educação.
Para além das suas atribuições nas comissões, Semedo faz parte da delegação do Parlamento à Assembleia Parlamentar Paritária ACP-UE e ao Grupo dos Deputados Contra o Cancro.

## Vida pessoal
Nascida no Luxemburgo, Semedo é descendente de cabo-verdianos.